# Temporada 2024 de la Red Bull MotoGP Rookies Cup
La temporada 2024 de la Red Bull MotoGP Rookies Cup fue la decimoctava temporada del certamen que busca a futuros campeones del mundo. La temporada comenzó el fin de semana del 27 al 28 de abril en el Circuito de Jerez y finalizó el fin de semana del 7 al 8 de septiembre en el Misano World Circuit Marco Simoncelli después de 7 rondas y 14 carreras.

## Calendario
| Calendario 2024 | Calendario 2024 | Calendario 2024 | Calendario 2024  | Calendario 2024  | Calendario 2024  | Calendario 2024 |
| Ronda           | Fecha           | Circuito        | Pole position    | Vuelta rápida    | Piloto ganador   | Fuente          |
| --------------- | --------------- | --------------- | ---------------- | ---------------- | ---------------- | --------------- |
| 1               | 27 de abril     | Jerez           | Máximo Quiles    | Valentín Perrone | Marco Morelli    | [ 2 ]           |
| 1               | 28 de abril     | Jerez           | Máximo Quiles    | Marco Morelli    | Alvaro Carpe     | [ 3 ]           |
| 2               | 11 de mayo      | Le Mans         | Máximo Quiles    | Valentín Perrone | Máximo Quiles    | [ 4 ]           |
| 2               | 12 de mayo      | Le Mans         | Máximo Quiles    | Marco Morelli    | Brian Uriarte    | [ 5 ]           |
| 3               | 1 de junio      | Mugello         | Álvaro Carpe     | Hakim Danish     | Máximo Quiles    | [ 6 ]           |
| 3               | 2 de junio      | Mugello         | Álvaro Carpe     | Sullivan Mounsey | Valentín Perrone | [ 7 ]           |
| 4               | 29 de junio     | Assen           | Álvaro Carpe     | Marco Morelli    | Brian Uriarte    | [ 8 ]           |
| 4               | 30 de junio     | Assen           | Álvaro Carpe     | Brian Uriarte    | Marco Morelli    | [ 9 ]           |
| 5               | 17 de agosto    | Red Bull Ring   | Rico Salmela     | Máximo Quiles    | Álvaro Carpe     | [ 10 ]          |
| 5               | 18 de agosto    | Red Bull Ring   | Rico Salmela     | Guido Pini       | Álvaro Carpe     | [ 11 ]          |
| 6               | 31 de agosto    | Aragón          | Álvaro Carpe     | Álvaro Carpe     | Álvaro Carpe     | [ 12 ]          |
| 6               | 1 de septiembre | Aragón          | Álvaro Carpe     | Rico Salmela     | Hakim Danish     | [ 13 ]          |
| 7               | 7 de septiembre | Misano          | Valentín Perrone | Rico Salmela     | Brian Uriarte    | [ 14 ]          |
| 7               | 8 de septiembre | Misano          | Valentín Perrone | Guido Pini       | Valentín Perrone | [ 15 ]          |

## Participantes
| Participantes 2024 | Participantes 2024     | Participantes 2024 | Participantes 2024 |
| No.                | Piloto                 | Rondas             |                    |
| ------------------ | ---------------------- | ------------------ | ------------------ |
| 4                  | Sullivan Mounsey       | Todas              |                    |
| 5                  | Leo Rammerstorfer      | Todas              |                    |
| 7                  | Rocco Sessler          | Todas              |                    |
| 11                 | Ruché Moodley          | Todas              |                    |
| 13                 | Hakim Danish           | Todas              |                    |
| 16                 | Joel Pons              | Todas              |                    |
| 20                 | Jakkreephat Phuettisan | Todas              |                    |
| 24                 | Guillem Planques       | Todas              |                    |
| 27                 | Rico Salmela           | Todas              |                    |
| 28                 | Máximo Quiles          | 1-3, 5-6           |                    |
| 31                 | Giulio Pugliese        | Todas              |                    |
| 44                 | Milan Pawelec          | Todas              |                    |
| 45                 | Kgopotso Mononyane     | Todas              |                    |
| 47                 | Edoardo Boggio         | Todas              |                    |
| 48                 | Lenoxx Phommara        | Todas              |                    |
| 50                 | Carter Thompson        | Todas              |                    |
| 51                 | Brian Uriarte          | Todas              |                    |
| 52                 | Evan Belford           | Todas              |                    |
| 54                 | Veda Pratama           | Todas              |                    |
| 56                 | Kervin Farkas          | Todas              |                    |
| 57                 | Leonardo Zanni         | Todas              |                    |
| 70                 | Kristian Daniel        | Todas              |                    |
| 73                 | Valentín Perrone       | Todas              |                    |
| 83                 | Alvaro Carpe           | Todas              |                    |
| 94                 | Gudio Pini             | 1, 4-6             |                    |
| 95                 | Marco Morelli          | Todas              |                    |

## Estadísticas

### Sistema de puntuación
Solo los 15 primeros suman puntos. El piloto tiene que terminar la carrera para recibir puntos.
| Pos  | Piloto                 | JER | JER | LMS | LMS | MUG | MUG | ASS | ASS | RBR | RBR | ARA | ARA | MIS | MIS | Pts |
| ---- | ---------------------- | --- | --- | --- | --- | --- | --- | --- | --- | --- | --- | --- | --- | --- | --- | --- |
| 1    | Álvaro Carpe           | 4   | 1   | 3   | 5   | 3   | 3   | 6   | 2   | 1   | 1   | 1   | 16  | 6   | 2   | 232 |
| 2    | Brian Uriarte          | 6   | 3   | 5   | 1   | 2   | 2   | 1   | 4   | 6   | 13  | 3   | 2   | 1   | 3   | 230 |
| 3    | Valentín Perrone       | 2   | 7   | 4   | 4   | 6   | 1   | 3   | 5   | 4   | 5   | 2   | 24  | 2   | 1   | 206 |
| 4    | Rico Salmela           | 5   | 5   | 2   | 20  | Ret | 4   | 2   | 3   | 5   | 7   | 5   | 3   | 4   | 5   | 162 |
| 5    | Máximo Quiles          | 3   | 4   | 1   | 5   | 1   | 4   |     |     | 3   | 2   | NC  | 9   | Ret | DNS | 153 |
| 6    | Hakim Danish           | 9   | 2   | 6   | 3   | 7   | 6   | 11  | 10  | 14  | 14  | 14  | 1   | 3   | 7   | 139 |
| 7    | Marco Morelli          | 1   | 6   | Ret | 6   | Ret | 11  | 14  | 1   | 2   | 12  | 19  | 14  | 10  | 12  | 113 |
| 8    | Veda Pratama           | Ret | 11  | 10  | 7   | 5   | 8   | 4   | 7   | Ret | 3   | 7   | 11  | 8   | 4   | 112 |
| 9    | Ruché Moodley          | Ret | 8   | 7   | 23  | 4   | Ret | 5   | 6   | Ret | 6   | 4   | 8   | Ret | 9   | 89  |
| 10   | Carter Thompson        | Ret | 14  | 13  | 11  | 9   | Ret | 9   | 9   | 10  | Ret | 6   | 6   | 7   | 8   | 74  |
| 11   | Kristian Daniel        | Ret | 9   | 11  | 10  | 11  | 21  | 10  | 8   | 9   | 9   | 17  | 5   | 9   | 13  | 72  |
| 12   | Giulio Pugliese        | Ret | 10  | 8   | 9   | 8   | 10  | 7   | 12  | Ret | 8   | 8   | 18  | 13  | 11  | 72  |
| 13   | Guido Pini             |     |     |     |     |     |     | WD  | WD  | 8   | 4   | 10  | 7   | 11  | 6   | 51  |
| 14   | Leonardo Zanni         | Ret | 12  | 9   | 8   | Ret | 7   | 8   | 11  | Ret | 15  | 9   | 15  | Ret | 15  | 51  |
| 15   | Guillem Planques       | 7   | 13  | 18  | 14  | 10  | 13  | 12  | 15  | 17  | 19  | 11  | 10  | 15  | 14  | 42  |
| 16   | Edoardo Boggio         | Ret | 17  | 14  | 13  | 16  | 9   | 13  | 13  | 13  | 17  | DNS | 17  | 5   | 10  | 38  |
| 17   | Leo Rammerstorfer      | Ret | 16  | 12  | 15  | Ret | 14  | 19  | 14  | 7   | 10  | 12  | 13  | 14  | 17  | 33  |
| 18   | Kevin Farkas           | Ret | Ret | 15  | 12  | 17  | 18  | 15  | 19  | 11  | Ret | 15  | 23  | 12  | 19  | 16  |
| 19   | Milan Pawelec          | DNS | DNS | Ret | Ret | 14  | 17  | 16  | 17  | 19  | 20  | DNS | 4   | 22  | 21  | 15  |
| 20   | Evan Belford           | 14  | 21  | Ret | 21  | 12  | 12  | 23  | 18  | 21  | 22  | DNS | 21  | 20  | 23  | 10  |
| 21   | Kgopotso Mononyani     | 10  | Ret | 20  | 17  | Ret | 15  | 20  | 20  | 20  | Ret | 13  | 22  | 19  | 24  | 10  |
| 22   | Joel Pons              | Ret | Ret | 19  | 22  | Ret | 19  | Ret | 21  | 15  | 11  | DNS | 12  | 21  | 18  | 10  |
| 23   | Jakkreephat Phuettisan | 11  | 18  | Ret | 16  | Ret | DNS | 17  | 24  | 12  | 18  | DNS | 20  | 18  | 20  | 9   |
| 24   | Rocco Sessler          | 8   | 20  | 16  | 18  | 18  | 20  | 21  | 23  | 22  | 21  | 16  | 19  | 23  | 22  | 8   |
| 25   | Sullivan Mounsey       | 12  | 19  | 21  | 19  | 13  | 16  | 18  | 22  | 16  | 16  | 20  | Ret | 17  | Ret | 7   |
| 26   | Lenoxx Phommara        | 13  | 15  | 17  | Ret | 15  | Ret | 22  | 16  | 18  | 23  | 18  | Ret | 16  | 16  | 5   |
| Pos. | Piloto                 | JER | JER | LMS | LMS | MUG | MUG | ASS | ASS | RBR | RBR | ARA | ARA | MIS | MIS | Pts |

| Color     | Resultado                                                               |
| --------- | ----------------------------------------------------------------------- |
| Oro       | Ganador                                                                 |
| Plata     | 2.ª plaza                                                               |
| Bronce    | 3.ª plaza                                                               |
| Verde     | Finalizó en los puntos                                                  |
| Azul      | Finalizó sin puntos                                                     |
| Azul      | NC - No clasificado                                                     |
| Violeta   | Ret - No terminó (Carrera)                                              |
| Rojo      | DNQ - No se clasificó                                                   |
| Negro     | DSQ - Descalificado                                                     |
| Blanco    | DNS - No empezó (carrera)                                               |
| Blanco    | WD - Retirado (fin de semana)                                           |
| Blanco    | C - Carrera cancelada                                                   |
| Sin color | DNP - Inscrito pero no participó                                        |
| Sin color | INJ - Lesionado                                                         |
| Sin color | EX - Excluido                                                           |
| Estado    | Resultado                                                               |
| Negrita   | Pole position                                                           |
| Cursiva   | Vuelta rápida                                                           |
| †         | Abandona, pero clasifica al completar el porcentaje requerido para ello |